# ب‌ام‌و سری ۱ (ای۸۱)
ب‌ام‌و سری ۱ (ای۸۱) ((BMW 1 Series (E۸۱) یک سری خودرو است که از سال ۲۰۰۴ تا کنون در لایپزیگ، آلمان، رگنسبورگ، آلمان، تولید شده‌است. طراحی آن خودروهای موتور جلو-محور عقب بوده است.